# Page Size Extension
Page Size Extension (PSE) – rozszerzenie procesorów x86, umożliwiające zwiększenie rozmiaru strony pamięci ponad tradycyjne 4 kilobajty. Rozszerzenie to wprowadzono w mikroprocesorach Pentium, ale zostało ono publicznie udokumentowane przez Intela wraz z wydaniem Pentium Pro. Instrukcja CPUID pozwala sprawdzić dostępność tego rozszerzenia na procesorach x86.